# فرورفتگی کوزنتسک
فرورفتگی کوزنتسک (انگلیسی: Kuznetsk Depression) یک پهنه فرورفته در استان کمروو کشور روسیه است.